# Бульвар Павла Вірського
Бульва́р Павла́ Ві́рського — бульвар в Шевченківському районі Києва, місцевості Дехтярі, Нивки. Пролягає від вулиці Януша Корчака до вулиці Стеценка.
Прилучаються вулиці Вовчогірська, Ґолди Меїр, Ружинська та Салютна.

## Історія
Виникла у середині XX століття під назвою 864-та Нова вулиця. З 1955 року носила назву Саратовська, на честь російського міста Саратов. Прокладена у вигляді бульвару. Забудова вулиці відноситься до початку 1960-х років.
Сучасна назва на честь українського танцівника і хореографа Павла Вірського — з 2021 року.

## Дуб Стеценка
Поряд з будинком № 63 росте дуб, що є ботанічною пам'яткою природи, є одним з двадцяти видатних дерев Києва, що внесені до списку 500 видатних дерев України. Дуб названий на честь діяча заповідної справи України Миколи Стеценка. Вік дерева складає близько 300 років, обсяг 4,15 м, висота 12 м.

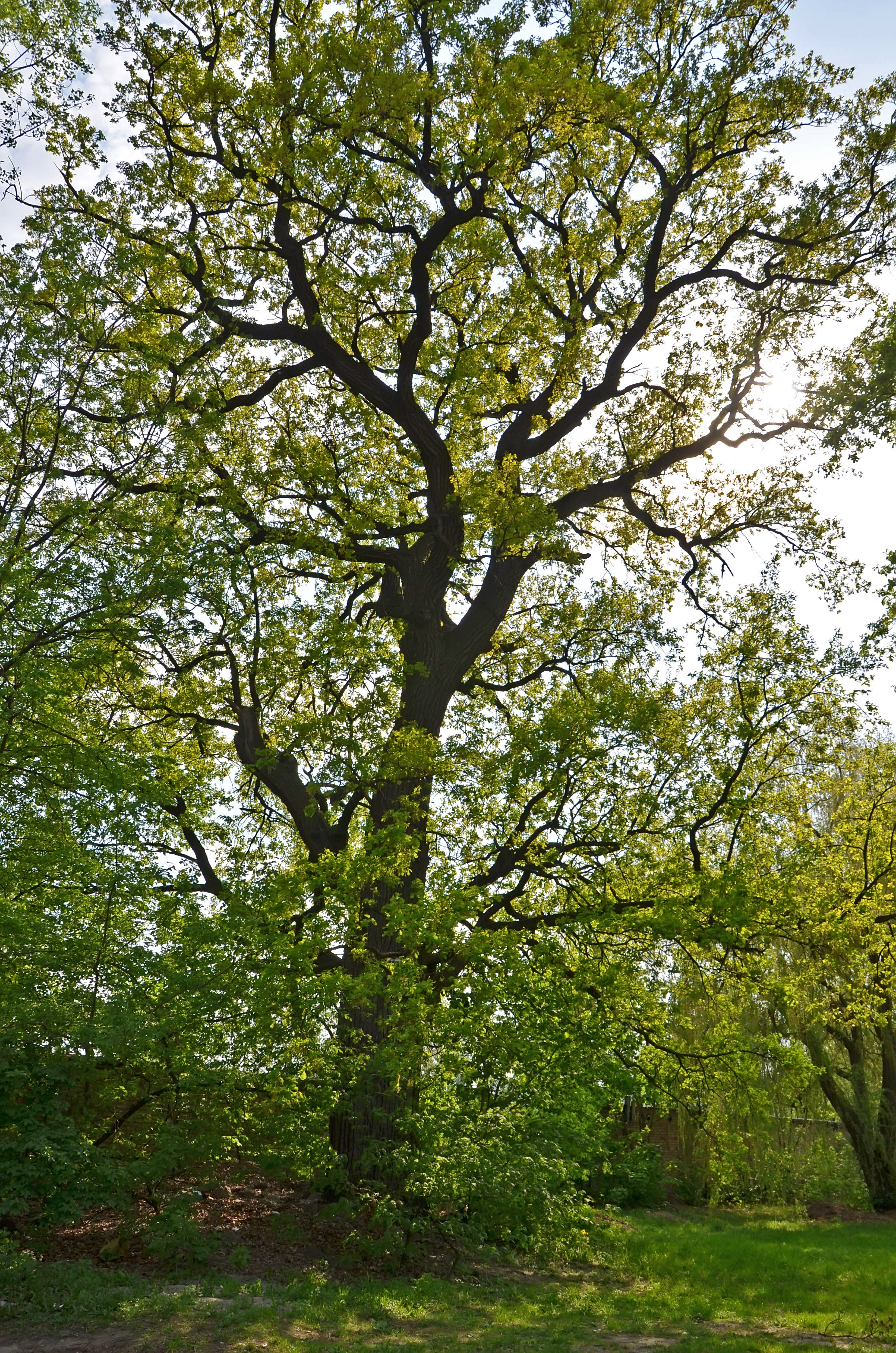
Дуб Стеценка
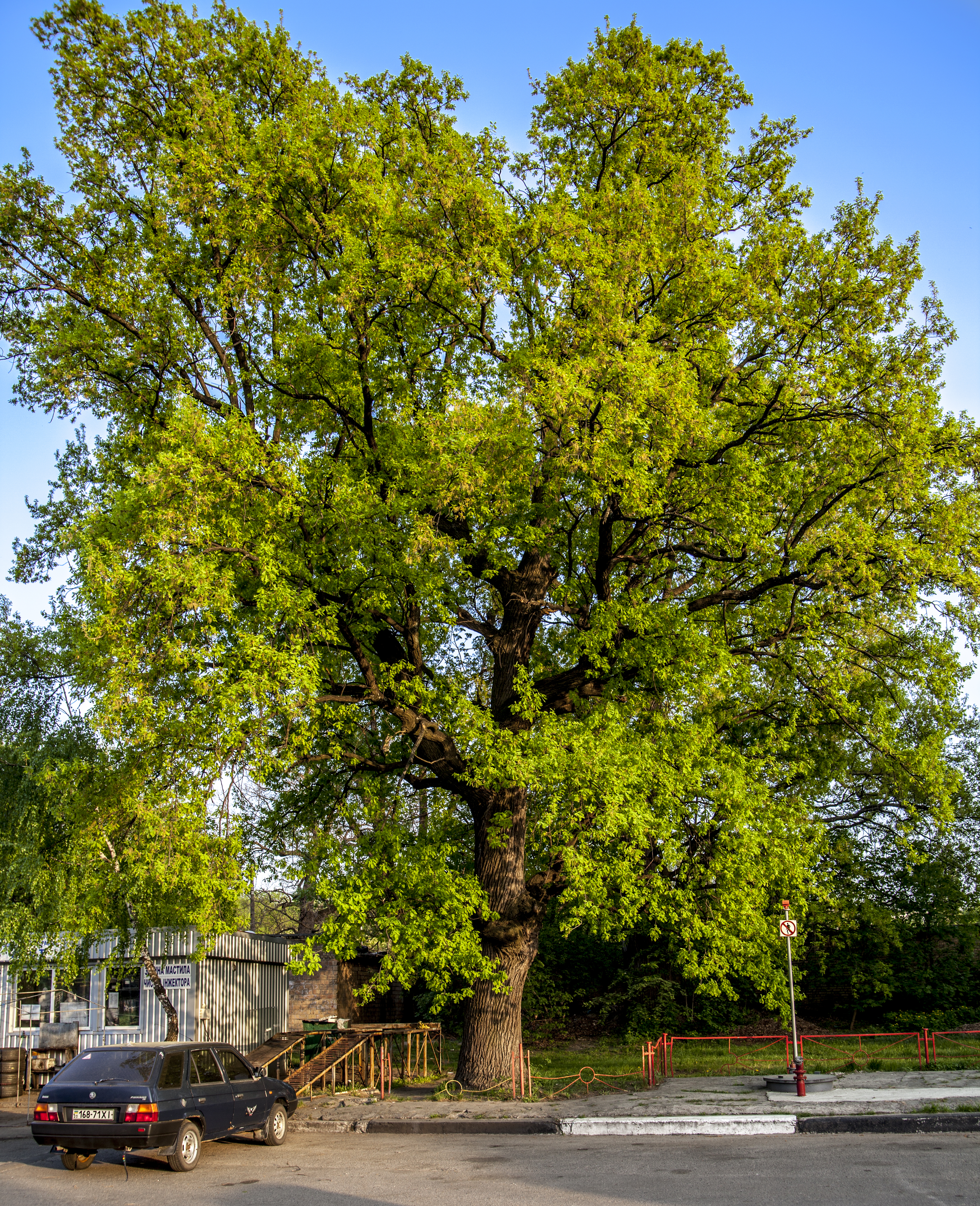
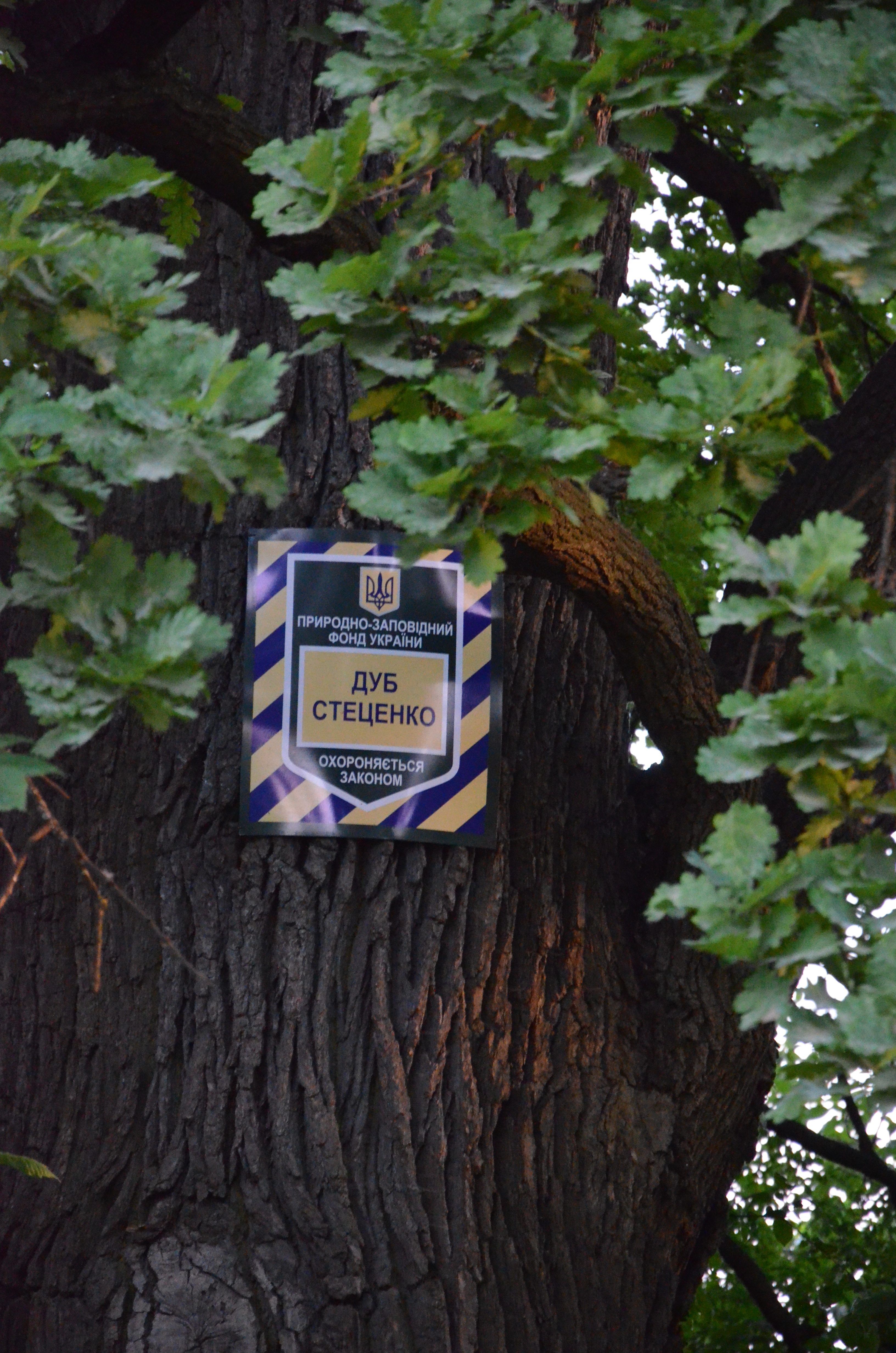